# Karen Hauer
Karen Hauer (anteriormente Clifton; Valencia, Carabobo, 20 de abril de 1982) es una bailarina de salón y coreógrafa venezolana-estadounidense, más conocida por ser una de las bailarinas profesionales del programa de baile británico Strictly Come Dancing, siendo actualmente la bailarina profesional que más tiempo lleva en el programa, al que se incorporó en 2012. También participó en la serie de televisión estadounidense So You Think You Can Dance y fue bailarina principal en el espectáculo de danza en directo Burn the Floor.

## Primeros años
Hauer nació en Valencia, Venezuela con el nombre de Karen Vanessa Girez Kardenez Andreas, y empezó a bailar cuando se trasladó a Nueva York a los ocho años. Estudió en la Martha Graham School of Contemporary Dance y después en la High School of Performing Arts (también conocida como «The Fame School»), donde se especializó en ballet y danza contemporánea antes de pasar a estudiar bailes de salón a los 19 años.
Hauer fue nombrada campeona mundial de mambo en 2008 y campeona profesional de American Rhythm Rising Star en 2009.

## Carrera

### So You Think You Can Dance
En 2009, Hauer se presentó a la sexta temporada del programa de telerrealidad estadounidense So You Think You Can Dance. En un principio se presentó con su entonces marido, Matthew Hauer, pero él fue eliminado durante la semana de Las Vegas, mientras que Karen pasó al top 20. Fue eliminada en la quinta semana de competencia.
| Semana | Pareja         | Baile     | Música                                               | Coreógrafo(s)                   | Resultado    |
| ------ | -------------- | --------- | ---------------------------------------------------- | ------------------------------- | ------------ |
| 1      | Kevin Hunte    | Chachachá | «Push It»—Glee Cast                                  | Tony Meredith y Melanie LaPatin | Salvada      |
| 2      | Kevin Hunte    | Hip-hop   | «Ice Cream Paint Job»—Dorrough                       | Tabitha y Napoleon D'umo        | Salvada      |
| 3      | Kevin Hunte    | Hustle    | «Come To Me»—France Joli                             | Maria Torres                    | Tres últimos |
| 4      | Kevin Hunte    | Broadway  | «If My Friends Could See Me Now»—Christina Applegate | Spencer Liff                    | Tres últimos |
| 5      | Victor Smalley | Tango     | «Montserrat»—Orquesta del Plata                      | Tony Meredith y Melanie LaPatin | Eliminada    |
| 5      | Victor Smalley | Hip-hop   | «Moving Mountains»—Usher                             | Laurieann Gibson                | Eliminada    |

### Strictly Come Dancing
En 2012, Hauer se convirtió en bailarina profesional en Strictly Come Dancing desde la décima temporada, donde fue emparejada con el cantante de Westlife, Nicky Byrne, llegando hasta la décima semana de la competencia y quedando en el sexto puesto. Para la undécima temporada fue pareja del presentador Dave Myers, con quien terminó en el décimo puesto al ser eliminados en la séptima semana. Tuvo como pareja a la personalidad televisiva Mark Wright en la duodécima temporada, logrando llegar a la final de la competencia y quedando en el cuarto puesto. Al siguiente año, formó pareja con el presentador y periodista Jeremy Vine para la decimotercera temporada, siendo la séptima pareja eliminada y quedando en el noveno puesto. En la decimocuarta temporada fue emparejada con el cantante y actor Will Young, quien decidió retirarse del concurso después de la tercera semana por asuntos personales.
Para el año 2017 tuvo como pareja al chef y presentador Simon Rimmer en la decimoquinta temporada, siendo eliminados en la sexta semana y quedando en el undécimo puesto. En la decimosexta temporada fue asignada como pareja del actor de Casualty, Charles Venn, ubicándose en el sexto puesto al ser la décima pareja eliminada de la competencia. Luego formó pareja con el comediante Chris Ramsey en la decimoséptima temporada, avanzando hasta la semifinal y quedando en el cuarto puesto. Tuvo como pareja a la estrella de Made in Chelsea, Jamie Laing, para la decimoctava temporada, con quien logró llegar a la final y quedar en el segundo puesto, detrás de los ganadores Bill Bailey y Oti Mabuse. Para la decimonovena temporada compitió junto al actor Greg Wise, pasando a ser la tercera pareja eliminada y quedando en el duodécimo puesto.
En la vigésima temporada tuvo como pareja a la comediante Jayde Adams, formando una pareja del mismo sexo; fueron eliminadas en la quinta semana de competencia y finalizaron en el duodécimo puesto. Con esta temporada, su undécima en general, Hauer se convirtió en la bailarina profesional más veterana en la historia del programa, superando a Erin Boag y Ola Jordan. Formó pareja con el también comediante Eddie Kadi para la vigesimoprimera temporada, siendo la cuarta pareja eliminada y terminando en el duodécimo puesto. Para la vigesimosegunda temporada estuvo emparejada con el futbolista Paul Merson, con quien fue eliminada en la quinta semana y quedando en el duodécimo puesto por cuarta temporada consecutiva.
Hauer también formó parte de varios especiales del programa. Entre sus participaciones estuvieron los especiales de Navidad de 2016 con el chef Ainsley Harriott, de 2017 nuevamente con el presentador Jeremy Vine, y de 2024 con el comediante Josh Widdicombe. También formó parte los especiales de Sport Relief con los futbolistas David Clarke en 2014 y David Ginola en 2018; el especial de Children in Need de 2016 junto al taekwondista Lutalo Muhammad, con quien ganó; y el especial de The Weakest Link de 2022.
| Temporada | Pareja       | Puesto | Promedio |
| --------- | ------------ | ------ | -------- |
| 10        | Nicky Byrne  | 6.º    | 26.60    |
| 11        | Dave Myers   | 10.º   | 18.29    |
| 12        | Mark Wright  | 4.º    | 31.73    |
| 13        | Jeremy Vine  | 9.º    | 20.25    |
| 14        | Will Young   | 13.º   | 29.33    |
| 15        | Simon Rimmer | 11.º   | 18.50    |
| 16        | Charles Venn | 6.º    | 29.73    |
| 17        | Chris Ramsey | 4.º    | 26.23    |
| 18        | Jamie Laing  | 2.º    | 32.00    |
| 19        | Greg Wise    | 12.º   | 23.00    |
| 20        | Jayde Adams  | 12.º   | 27.40    |
| 21        | Eddie Kadi   | 12.º   | 25.00    |
| 22        | Paul Merson  | 12.º   | 18.60    |

- Temporada 10 con Nicky Byrne

| Semana | Baile / Canción                                    | Puntajes de los jueces | Puntajes de los jueces | Puntajes de los jueces | Puntajes de los jueces | Resultado       |
| Semana | Baile / Canción                                    | C. R.                  | D. B.                  | L. G.                  | B. T.                  | Resultado       |
| ------ | -------------------------------------------------- | ---------------------- | ---------------------- | ---------------------- | ---------------------- | --------------- |
| 1      | Vals / «I Wonder Why»                              | 2                      | 5                      | 5                      | 5                      | Sin eliminación |
| 2      | Chachachá / «Dynamite»                             | 4                      | 5                      | 4                      | 5                      | Salvados        |
| 3      | Quickstep / «Hey Pachuco»                          | 6                      | 7                      | 7                      | 7                      | Salvados        |
| 4      | Tango / «Weird Science»                            | 6                      | 6                      | 7                      | 7                      | Salvados        |
| 5      | Rumba / «I Don't Want to Miss a Thing»             | 4                      | 7                      | 7                      | 7                      | Salvados        |
| 6      | Foxtrot / «The Best Is Yet to Come»                | 7                      | 7                      | 8                      | 8                      | Salvados        |
| 7      | Jive / «Jailhouse Rock»                            | 6                      | 8                      | 8                      | 8                      | Dos últimos     |
| 8      | Charlestón / «Doop»                                | 9                      | 9                      | 9                      | 9                      | Salvados        |
| 9      | Tango argentino / «Skyfall»                        | 7                      | 8                      | 7                      | 8                      | Dos últimos     |
| 10     | Fusión de American smooth & Samba / «Troublemaker» | 5                      | 7                      | 8                      | 7                      | Eliminados      |

- Temporada 11 con Dave Myers

| Semana | Baile / Canción                                              | Puntajes de los jueces | Puntajes de los jueces | Puntajes de los jueces | Puntajes de los jueces | Resultado       |
| Semana | Baile / Canción                                              | C. R.                  | D. B.                  | L. G.                  | B. T.                  | Resultado       |
| ------ | ------------------------------------------------------------ | ---------------------- | ---------------------- | ---------------------- | ---------------------- | --------------- |
| 1      | Chachachá / «Moves Like Jagger»                              | 2                      | 5                      | 5                      | 4                      | Sin eliminación |
| 2      | American smooth / «How D'Ya Like Your Eggs in the Morning?»  | 3                      | 5                      | 5                      | 4                      | Salvados        |
| 3      | Pasodoble / «I'd Do Anything for Love (But I Won't Do That)» | 2                      | 5                      | 5                      | 4                      | Salvados        |
| 4      | Vals / «Take It to the Limit»                                | 5                      | 6                      | 6                      | 6                      | Salvados        |
| 5      | Salsa / «Cuban Pete»                                         | 3                      | 5                      | 5                      | 4                      | Salvados        |
| 6      | Jive / «Monster Mash»                                        | 4                      | 5                      | 6                      | 4                      | Salvados        |
| 7      | Tango / «I'm Gonna Be (500 Miles)»                           | 4                      | 6                      | 6                      | 4                      | Eliminados      |

- Temporada 12 con Mark Wright

| Semana                                           | Baile / Canción                            | Puntajes de los jueces | Puntajes de los jueces | Puntajes de los jueces | Puntajes de los jueces | Resultado       |
| Semana                                           | Baile / Canción                            | C. R.                  | D. B.                  | L. G.                  | B. T.                  | Resultado       |
| ------------------------------------------------ | ------------------------------------------ | ---------------------- | ---------------------- | ---------------------- | ---------------------- | --------------- |
| 1                                                | Chachachá / «I'm Your Man»                 | 5                      | 7                      | 6                      | 6                      | Sin eliminación |
| 2                                                | American smooth / «I'm Yours»              | 6                      | 7                      | 7                      | 7                      | Salvados        |
| 3                                                | Pasodoble / «Superman Theme»               | 6                      | 6/91                   | 7                      | 7                      | Salvados        |
| 4                                                | Quickstep / «Tiger Feet»                   | 7                      | 7                      | 7                      | 8                      | Dos últimos     |
| 5                                                | Samba / «That's the Way (I Like It)»       | 8                      | 9                      | 8                      | 8                      | Salvados        |
| 6                                                | Jive / «Prologue (Little Shop of Horrors)» | 8                      | 9                      | 9                      | 9                      | Salvados        |
| 7                                                | Vals / «Weekend in New England»            | 7                      | 8                      | 8                      | 8                      | Salvados        |
| 8                                                | Charlestón / «We No Speak Americano»       | 9                      | 9                      | 9                      | 9                      | Salvados        |
| 9                                                | Tango / «Love Runs Out»                    | 8                      | 8                      | 8                      | 8                      | Salvados        |
| 10                                               | Salsa / «Viva Las Vegas»                   | 7                      | 8                      | 9                      | 8                      | Dos últimos     |
| 11                                               | Foxtrot / «L-O-V-E»                        | 8                      | 9                      | 9                      | 9                      | Salvados        |
| 11                                               | Maratón de Vals / «The Last Waltz»         | 2 puntos extra         | 2 puntos extra         | 2 puntos extra         | 2 puntos extra         | Salvados        |
| 12 (Semifinal)                                   | Vals vienés / «I Got You Babe»             | 8                      | 8                      | 9                      | 8                      | Dos últimos     |
| 12 (Semifinal)                                   | Rumba / «Fields of Gold»                   | 9                      | 8                      | 8                      | 8                      | Dos últimos     |
| 13 (Final)                                       | Chachachá / «I'm Your Man»                 | 8                      | 9                      | 9                      | 9                      | Eliminados      |
| 13 (Final)                                       | Showdance / «Don't Stop Me Now»            | 8                      | 9                      | 9                      | 9                      | Eliminados      |
| 1Puntaje dado por el juez invitado Donny Osmond. |                                            |                        |                        |                        |                        |                 |

- Temporada 13 con Jeremy Vine

| Semana | Baile / Canción                             | Puntajes de los jueces | Puntajes de los jueces | Puntajes de los jueces | Puntajes de los jueces | Resultado       |
| Semana | Baile / Canción                             | C. R.                  | D. B.                  | L. G.                  | B. T.                  | Resultado       |
| ------ | ------------------------------------------- | ---------------------- | ---------------------- | ---------------------- | ---------------------- | --------------- |
| 1      | Chachachá / «September»                     | 2                      | 6                      | 6                      | 5                      | Sin eliminación |
| 2      | American smooth / «Happy together»          | 3                      | 5                      | 5                      | 4                      | Salvados        |
| 3      | Charlestón / «Top Hat, White Tie and Tails» | 3                      | 7                      | 7                      | 7                      | Salvados        |
| 4      | Jive / «Splish Splash»                      | 3                      | 6                      | 6                      | 5                      | Salvados        |
| 5      | Vals/ «She»                                 | 3                      | 6                      | 5                      | 4                      | Salvados        |
| 6      | Salsa / «Thriller»                          | 4                      | 6                      | 6                      | 6                      | Salvados        |
| 7      | Tango / «Go West»                           | 4                      | 6                      | 6                      | 5                      | Salvados        |
| 8      | Quickstep / «Going Underground»             | 4                      | 6                      | 6                      | 5                      | Eliminados      |

- Temporada 14 con Will Young

| Semana | Baile / Canción                        | Puntajes de los jueces | Puntajes de los jueces | Puntajes de los jueces | Puntajes de los jueces | Resultado       |
| Semana | Baile / Canción                        | C. R.                  | D. B.                  | L. G.                  | B. T.                  | Resultado       |
| ------ | -------------------------------------- | ---------------------- | ---------------------- | ---------------------- | ---------------------- | --------------- |
| 1      | Tango / «Let's Dance»                  | 8                      | 8                      | 7                      | 7                      | Sin eliminación |
| 2      | Jive / «Rock Around the Clock»         | 5                      | 7                      | 8                      | 7                      | Salvados        |
| 3      | Salsa / «Jai Ho! (You Are My Destiny)» | 8                      | 8                      | 7                      | 8                      | Salvados        |
| 4      | Vals vienés / «Say Something»          | —                      | —                      | —                      | —                      | Retirados       |

- Temporada 15 con Simon Rimmer

| Semana | Baile / Canción                                     | Puntajes de los jueces | Puntajes de los jueces | Puntajes de los jueces | Puntajes de los jueces | Resultado       |
| Semana | Baile / Canción                                     | C. R.                  | D. B.                  | S. B.                  | B. T.                  | Resultado       |
| ------ | --------------------------------------------------- | ---------------------- | ---------------------- | ---------------------- | ---------------------- | --------------- |
| 1      | Pasodoble / «Song 2»                                | 3                      | 5                      | 5                      | 4                      | Sin eliminación |
| 2      | Vals / «You'll Never Walk Alone»                    | 4                      | 4                      | 6                      | 5                      | Salvados        |
| 3      | Quickstep / «You've Got a Friend in Me»             | 3                      | 5                      | 6                      | 5                      | Dos últimos     |
| 4      | Samba / «Copacabana»                                | 4                      | 5                      | 5                      | 5                      | Salvados        |
| 5      | Charlestón / «Fit as a Fiddle (And Ready for Love)» | 5                      | 5                      | 6                      | —                      | Dos últimos     |
| 6      | American smooth / «Delilah»                         | 2                      | 5                      | 5                      | 4                      | Eliminados      |

- Temporada 16 con Charles Venn

| Semana                                                                  | Baile / Canción                            | Puntajes de los jueces | Puntajes de los jueces | Puntajes de los jueces | Puntajes de los jueces | Resultado       |
| Semana                                                                  | Baile / Canción                            | C. R.                  | D. B.                  | S. B.                  | B. T.                  | Resultado       |
| ----------------------------------------------------------------------- | ------------------------------------------ | ---------------------- | ---------------------- | ---------------------- | ---------------------- | --------------- |
| 1                                                                       | Chachachá / «Ain't No Love (Ain't No Use)» | 6                      | 6                      | 6                      | 7                      | Sin eliminación |
| 2                                                                       | Quickstep / «Sir Duke»                     | 5                      | 6                      | 7                      | 7                      | Salvados        |
| 3                                                                       | American smooth / «Up Where We Belong»     | 6                      | 6                      | 6                      | 7                      | Dos últimos     |
| 4                                                                       | Salsa / «Use It Up and Wear It Out»        | 6                      | 6                      | 6                      | 7                      | Dos últimos     |
| 5                                                                       | Urbano / «Get Up Offa That Thing»          | 9                      | 9                      | 9                      | 91                     | Salvados        |
| 6                                                                       | Jive / «Time Warp»                         | 6                      | 6                      | 6                      | 7                      | Salvados        |
| 7                                                                       | Vals vienés / «Piano Man»                  | 6                      | 7                      | 7                      | 8                      | Dos últimos     |
| 8                                                                       | Charlestón / «No Diggity»                  | 8                      | 9                      | 9                      | 9                      | Salvados        |
| 9                                                                       | Samba / «La Bamba»                         | 9                      | 9                      | 10                     | 10                     | Salvados        |
| 10                                                                      | Tango / «Eleanor Rigby»                    | 6                      | 8                      | 8                      | 8                      | Salvados        |
| 10                                                                      | Maratón de Lindy hop / «Do Your Thing»     | 3 puntos extra         | 3 puntos extra         | 3 puntos extra         | 3 puntos extra         | Salvados        |
| 11                                                                      | Rumba / «Maria»                            | 8                      | 9                      | 9                      | 9                      | Eliminados      |
| 1Puntaje dado por el juez invitado Alfonso Ribeiro en lugar de Tonioli. |                                            |                        |                        |                        |                        |                 |

- Temporada 17 con Chris Ramsey

| Semana                                                                  | Baile / Canción                                | Puntajes de los jueces | Puntajes de los jueces | Puntajes de los jueces | Puntajes de los jueces | Resultado       |
| Semana                                                                  | Baile / Canción                                | C. R.                  | M. M.                  | S. B.                  | B. T.                  | Resultado       |
| ----------------------------------------------------------------------- | ---------------------------------------------- | ---------------------- | ---------------------- | ---------------------- | ---------------------- | --------------- |
| 1                                                                       | Chachachá / «Juice»                            | 3                      | 4                      | 3                      | 3                      | Sin eliminación |
| 2                                                                       | Charlestón / «Out of Our Heads»                | 5                      | 7                      | 7                      | 7                      | Salvados        |
| 3                                                                       | American smooth / «Cheek to Cheek»             | 4                      | 6                      | 6                      | 6                      | Salvados        |
| 4                                                                       | Jive / «Saturday Night's Alright for Fighting» | 6                      | 7                      | 7                      | 6                      | Salvados        |
| 5                                                                       | Quickstep / «Let's Go Crazy»                   | 5                      | 6                      | 7                      | 71                     | Salvados        |
| 6                                                                       | Samba / «Everybody (Backstreet's Back)»        | 5                      | 6                      | 6                      | 6                      | Salvados        |
| 7                                                                       | Urbano / «Let's Get Ready to Rhumble»          | 8                      | 9                      | 9                      | 8                      | Salvados        |
| 8                                                                       | Tango / «Survivor»                             | 5                      | 7                      | 7                      | 7                      | Salvados        |
| 9                                                                       | Salsa / «Uptown Funk»                          | 7                      | 8                      | 9                      | 9                      | Salvados        |
| 10                                                                      | Pasodoble / «Run Boy Run»                      | 8                      | 8                      | 8                      | 7                      | Salvados        |
| 11                                                                      | Foxtrot / «Consider Yourself»                  | 6                      | 7                      | 8                      | 7                      | Dos últimos     |
| 12 (Semifinal)                                                          | Vals vienés / «Somebody to Love»               | 7                      | 7                      | 6                      | 6                      | Eliminados      |
| 12 (Semifinal)                                                          | Rumba / «Don't Watch Me Cry»                   | 4                      | 8                      | 8                      | 8                      | Eliminados      |
| 1Puntaje dado por el juez invitado Alfonso Ribeiro en lugar de Tonioli. |                                                |                        |                        |                        |                        |                 |

- Temporada 18 con Jamie Laing

| Semana                                                               | Baile / Canción                                       | Puntajes de los jueces | Puntajes de los jueces | Puntajes de los jueces | Resultado       |
| Semana                                                               | Baile / Canción                                       | C. R.                  | S. B.                  | M. M.                  | Resultado       |
| -------------------------------------------------------------------- | ----------------------------------------------------- | ---------------------- | ---------------------- | ---------------------- | --------------- |
| 1                                                                    | Chachachá / «Think About Thing»                       | 4                      | 5                      | 5                      | Sin eliminación |
| 2                                                                    | American smooth / «Night and Day»                     | 5                      | 6                      | 6                      | Dos últimos     |
| 3                                                                    | Charlestón / «Zero to Hero»                           | 7                      | 8                      | 8                      | Salvados        |
| 4                                                                    | Samba / «Bamboleo»                                    | 8                      | 9                      | 91                     | Salvados        |
| 5                                                                    | Urbano / «Gonna Make You Sweat (Everybody Dance Now)» | 9                      | 10                     | 101                    | Salvados        |
| 6                                                                    | Tango / «Tanguera»                                    | 8                      | 8                      | 8                      | Dos últimos     |
| 7                                                                    | Jive / «Everybody's Talking About Jamie»              | 8                      | 8                      | 8                      | Dos últimos     |
| 8 (Semifinal)                                                        | Salsa / «Last Dance»                                  | 8                      | 8                      | 8                      | Dos últimos     |
| 8 (Semifinal)                                                        | Quickstep / «Thank God I'm a Country Boy»             | 8                      | 8                      | 8                      | Dos últimos     |
| 9 (Final)                                                            | Charlestón / «Zero to Hero»                           | 8                      | 9                      | 9                      | Segundo puesto  |
| 9 (Final)                                                            | Showdance / «I'm Still Standing»                      | 9                      | 10                     | 10                     | Segundo puesto  |
| 9 (Final)                                                            | Urbano / «Gonna Make You Sweat (Everybody Dance Now)» | 9                      | 10                     | 10                     | Segundo puesto  |
| 1Puntaje dado por el juez invitado Anton du Beke en lugar de Mabuse. |                                                       |                        |                        |                        |                 |

- Temporada 19 con Greg Wise

| Semana | Baile / Canción                      | Puntajes de los jueces | Puntajes de los jueces | Puntajes de los jueces | Puntajes de los jueces | Resultado       |
| Semana | Baile / Canción                      | C. R.                  | M. M.                  | S. B.                  | A. D.                  | Resultado       |
| ------ | ------------------------------------ | ---------------------- | ---------------------- | ---------------------- | ---------------------- | --------------- |
| 1      | American smooth / «That's Life»      | 6                      | 6                      | 5                      | 7                      | Sin eliminación |
| 2      | Urbano / «If You Could Read My Mind» | 3                      | 6                      | 7                      | 7                      | Salvados        |
| 3      | Pasodoble / «James Bond Theme»       | 6                      | 6                      | 7                      | 7                      | Salvados        |
| 4      | Samba / «Macarena»                   | 3                      | 5                      | 5                      | 6                      | Eliminados      |

- Temporada 20 con Jayde Adams

| Semana | Baile / Canción                                          | Puntajes de los jueces | Puntajes de los jueces | Puntajes de los jueces | Puntajes de los jueces | Resultado       |
| Semana | Baile / Canción                                          | C. R.                  | M. M.                  | S. B.                  | A. D.                  | Resultado       |
| ------ | -------------------------------------------------------- | ---------------------- | ---------------------- | ---------------------- | ---------------------- | --------------- |
| 1      | Samba / «Dirrty»                                         | 4                      | 7                      | 6                      | 6                      | Sin eliminación |
| 2      | Tango / «Rumour Has It»                                  | 6                      | 7                      | 6                      | 7                      | Salvadas        |
| 3      | Chachachá / «Flashdance... What a Feeling»               | 7                      | 8                      | 7                      | 7                      | Salvadas        |
| 4      | American smooth / «Wind Beneath My Wings»                | 7                      | 8                      | 8                      | 8                      | Salvadas        |
| 5      | Charlestón / «The Ballad of Barry & Freda (Let's Do It)» | 6                      | 7                      | 7                      | 8                      | Eliminadas      |

- Temporada 21 con Eddie Kadi

| Semana | Baile / Canción              | Puntajes de los jueces | Puntajes de los jueces | Puntajes de los jueces | Puntajes de los jueces | Resultado       |
| Semana | Baile / Canción              | C. R.                  | M. M.                  | S. B.                  | A. D.                  | Resultado       |
| ------ | ---------------------------- | ---------------------- | ---------------------- | ---------------------- | ---------------------- | --------------- |
| 1      | Quickstep / «Two Hearts»     | 4                      | 6                      | 6                      | 6                      | Sin eliminación |
| 2      | Chachachá / «Ríe y llora»    | 3                      | 6                      | 5                      | 7                      | Salvados        |
| 3      | Urbano / «Men in Black»      | 8                      | 8                      | 10                     | 8                      | Salvados        |
| 4      | American smooth / «Sex Bomb» | 4                      | 7                      | 6                      | 7                      | Dos últimos     |
| 5      | Samba / «Calm Down»          | 5                      | 6                      | 6                      | 7                      | Eliminados      |

- Temporada 22 con Paul Merson

| Semana | Baile / Canción                     | Puntajes de los jueces | Puntajes de los jueces | Puntajes de los jueces | Puntajes de los jueces | Resultado       |
| Semana | Baile / Canción                     | C. R.                  | M. M.                  | S. B.                  | A. D.                  | Resultado       |
| ------ | ----------------------------------- | ---------------------- | ---------------------- | ---------------------- | ---------------------- | --------------- |
| 1      | American smooth / «Vindaloo»        | 2                      | 4                      | 5                      | 6                      | Sin eliminación |
| 2      | Salsa / «Fireball»                  | 2                      | 4                      | 4                      | 5                      | Salvados        |
| 3      | Chachachá / «The Magnificent Seven» | 3                      | 5                      | 5                      | 6                      | Dos últimos     |
| 4      | Quickstep / «I Won't Dance»         | 4                      | 6                      | 6                      | 7                      | Salvados        |
| 5      | Samba / «Car Wash»                  | 3                      | 5                      | 5                      | 6                      | Eliminados      |

### Otros proyectos
En agosto de 2017, Hauer y su entonces esposo Kevin Clifton anunciaron que estarían de una gira por el Reino Unido en 2018 con su gira teatral Kevin and Karen Dance, tras el éxito de ventas de su primera gira nacional en 2017. Ella también ha formado parte de varias giras nacionales de Strictly Come Dancing Live!, tanto con su pareja respectiva de la temporada principal del programa o como bailarina adicional.
En 2020, la gira Firedance de Hauer con Gorka Márquez se pospuso tras varias actuaciones debido a la pandemia de COVID-19.
En agosto de 2023, Hauer anunció que impartiría clases y bailaría con Gorka Márquez en los Dancing with The Stars Weekends de Donahey en 2024.

## Vida personal
Hauer ha estado casada tres veces: primero con su excompañero de baile Matthew Hauer (hasta 2009), después con el también bailarín profesional Kevin Clifton (2015-2018) y, por último, con Jordan Wyn-Jones, con quien contrajo matrimonio en Chewton Glen en 2022.
Hauer es entrenadora personal certificada y una entusiasta de la salud y el fitness, y en 2019 lanzó su programa de fitness en línea Hauer Power.